# Vrede van Örebro
De Vrede van Örebro, ook wel Verdrag van Örebro genoemd, was een dubbel vredesverdrag tussen het Verenigd Koninkrijk enerzijds en het Russische Rijk en Zweden anderzijds. De twee vredes- en vriendschapsverdragen werden ondertekend in de Zweedse stad Örebro op 18 juli 1812.
Met deze vredesverdragen werd de staat van oorlog tussen de Britten en Russen en tussen de Britten en de Zweden formeel beëindigd. De drie landen sloten vervolgens een militair bondgenootschap tegen Napoleons Franse keizerrijk. Dit bondgenootschap zou uitgroeien tot de Zesde Coalitie die, na Napoleons rampzalige Veldtocht naar Rusland, de Fransen in 1814 zou verslaan en Napoleon tot aftreden dwingen.

## Achtergrond

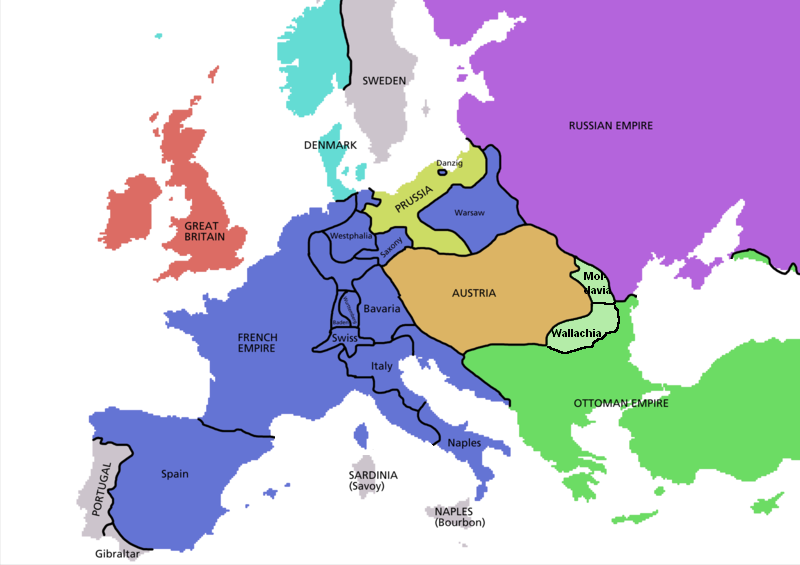
Europa in 1812

Bij de Vrede van Tilsit in 1807 hadden de Russen een bondgenootschap met de Fransen gesloten. In de daaropvolgende Finse Oorlog (1808-1809) versloegen de Russen Zweden, dat niet alleen Finland moest afstaan aan Rusland maar ook oorlog aan de Britten moest verklaren.
In 1812 was Napoleon heer en meester in Europa. Om zijn laatste vijand, het Verenigd Koninkrijk, ook tot vrede te dwingen, voerde hij een anti-Britse handelsboycot in, het Continentale Stelsel. Ook Rusland en Zweden hadden toegegeven aan Napoleon en het Continentale Stelsel ingevoerd. Maar na verloop van tijd wilden de Zweden en Russen deze economisch destructieve maatregel niet langer in stand houden. Ook zag Rusland met lede ogen aan dat Napoleon een Franse vazalstaat, het Hertogdom Warschau, langs de Russische grens vestigde. In januari 1812 bezetten Franse troepen Zweeds-Pommeren en het Zweedse eiland Rügen in reactie op de Zweedse weigering om het Continentale Stelsel in stand te houden.
De Britten, Russen en Zweden werden zo in elkaars armen gedreven, tegen Napoleon. In december 1811 begonnen de Russen verkennende vredesbesprekingen met het Verenigd Koninkrijk en in februari 1812 verklaarde Zweden zich neutraal in de oorlog tussen de Fransen en de Britten. Op 5 april 1812 sloten de Zweden en Russen een geheim anti-Frans verdrag, het Verdrag van Sint-Petersburg. Drie maanden later, op 18 juli, volgden de verdragen van Örebro, waarmee de Zweden en Russen formeel vrede sloten met de Britten.

## Verdragen
De vredesonderhandelingen in Örebro werd gevoerd door Edward Thornton voor het Verenigd Koninkrijk, Jan Pieter van Suchtelen voor Rusland en Lars von Engeström en Gustaf af Wetterstedt voor Zweden.
De onderhandelingen duurden langer dan verwacht. Tegen de tijd dat de vredesverdragen eindelijk ondertekend werden, was Napoleon al enkele weken eerder Rusland binnengevallen. De onderhandelingen duurden zo lang omdat de Zweeds kroonprins Bernadotte Britse steun eiste voor de Zweedse claim op Noorwegen (toen in handen van de Franse bondgenoot Denemarken) als compensatie voor het verlies van Finland. De Britse gezant, Edward Thornton, had echter geen mandaat om hiervoor Britse steun toe te zeggen. Uiteindelijk moest Bernadotte zijn eis opgeven.
Beide verdragen werden getekend op 18 juli 1812. Het verdrag tussen het Verenigd Koninkrijk en Rusland werd geratificeerd op 1 augustus. Het verdrag tussen het Verenigd Koninkrijk en Zweden werd geratificeerd op 17 augustus.

## Nasleep

Napoleons terugtrekking uit Moskou

### Veldtocht naar Rusland
Na de vrede met Zweden en het Verenigd Koninkrijk had Rusland de handen vrij om met Napoleon af te rekenen. De Franse keizer zag de nieuwe oorlog naderen. Hij sloot anti-Russische verdragen met Pruisen en Oostenrijk en begon de voorbereidingen voor een invasie van Rusland.
In juni 1812 viel Napoleon met zijn Grande Armée Rusland binnen. Hiermee begon de Russische veldtocht, die rampzalig eindigde voor Napoleon: het Grande Armée werd vernietigd en de resterende Fransen trokken zich voor het einde van het jaar weer uit Rusland terug.

### Nederlaag van Napoleon
Op 3 maart 1813 in Stockholm sloten het Verenigd Koninkrijk, Zweden en Rusland een militair bondgenootschap. De Britten gingen overstag en steunden de Zweedse claim op Noorwegen. Pruisen en Spanje sloten zich tevens aan bij dit nieuwe bondgenootschap tegen Napoleon, dat bekend werd als de Zesde Coalitie.
Na de Franse nederlaag in de Slag bij Leipzig (de "Volkerenslag", oktober 1813), waarbij de Zweedse troepen van Bernadotte ook meevochten, sloten ook de andere Duitse staten zich aan bij deze Zesde Coalitie. De geallieerden vielen Frankrijk binnen en op 11 april 1814 deed Napoleon afstand van de troon en vertrok naar Elba.
Bij de Vrede van Kiel op 14 januari 1814 stonden de Denen Noorwegen af aan Zweden. Noorwegen bleef tot 1905 in personele unie met Zweden verbonden.